# Mr. Pitiful
Mr. Pitiful – piosenka amerykańskiego piosenkarza Otisa Reddinga nagrana i wydana w 1964 roku na singlu, który promował album The Great Otis Redding Sings Soul Ballads (1965). Utwór napisali wspólnie  Steve Cropper i Redding.
Singiel z piosenką „Mr. Pitiful” (strona B „That’s How Strong My Love Is”) dotarł do 41. pozycji w najważniejszym amerykańskim zestawieniu Hot 100, przygotowywanym przez branżowe czasopismo „Billboard”.

## Historia
Po wydaniu przez Reddinga trzeciego singla „Pain in My Heart” (1964), który był tytułową piosenką z jego pierwszego albumu studyjnego zawierającego głównie ballady opowiadające o utraconej miłości i złamanych sercach, DJ Moohah Williams zaczął określać muzyka jako Mr. Pitiful. Redding nie uznał tego za zniewagę i postanowił nawiązać współpracę z gitarzystą Steve’em Cropperem, by napisać wspólnie utwór pod tym samym tytułem. W 1965 roku „Mr. Pitiful” stał się najpopularniejszym singlem pochodzącym z drugiego albumu Reddinga, The Great Otis Redding Sings Soul Ballads.

## Charakterystyka
Utwór „Mr. Pitiful” był pierwszym przebojem Reddinga, który znalazł się w czołowej dziesiątce amerykańskiej listy Hot R&B/Hip-Hop Songs. Piosenka zapowiadała kierunek, który miał obrać muzyk w kolejnych latach, i który przyniósł Reddingowi największy sukces. Napędzający tę kompozycję rytm (groove), przypominający pędzącą lokomotywę, może być opisany jako zapowiedź muzycznego stylu funk. Wysoką jakość nagrania piosenki zapewnili jedni z najlepszych inżynierów dźwięku w Memphis (Tennessee). Według Matthew Greenwalda z AllMusic dzięki dopracowaniu w studio materiału tekst utworu został przyćmiony przez warstwę muzyczną, głównie instrumentalną.

## Listy przebojów
| Kraj | Lista                      | Pozycja | Źr.   |
| ---- | -------------------------- | ------- | ----- |
| US   | Hot 100                    | 41      | [ 3 ] |
| US   | Hot Rhythm & Blues Singles | 10      | [ 5 ] |

## W popkulturze
- 1991: The Commitments (wyk. obsada filmu; reż. Alan Parker)[6]